# Žuži Jelinek
Žuži Jelinek (ur. 17 lipca 1920 w Budapeszcie zm. 23 stycznia 2016)  – chorwacka stylistka, projektantka mody i autorka książek o modzie.

## Życiorys
Suzana Ferber urodziła się w żydowskiej rodzinie jako najmłodsze z trojga dzieci. Rodzice poznali się w Budapeszcie, gdzie uczęszczali do szkoły dla niesłyszących (byli głuchoniemi). Matka była z pochodzenia Węgierką. Dziadkowie nosili nazwisko Faber, ale ojciec zmienił je na Ferber. 
Rodzina przeniosła się do Zagrzebia. Tu Suzana ukończyła szkołę krawiecką. Jako 17 latka wyjechała do Francji i zaczęła pracować w paryskiej fabryce Niny Ricci jako szwaczka. W latach 1937–1939 pracowała również dla Coco Chanel. W 1939 roku wróciła do Zagrzebia. Od 1940 do 1941 roku prowadziła tam własny zakład krawiecki, który przekształcił się w 1945 w salon mody. Suzana prowadziła go do 1962 roku.
Podczas II wojny światowej zginęli jej bracia. Rodziców udało jej się uratować przed wywiezieniem do obozu koncentracyjnego. Po wojnie ponownie otworzyła zakład krawiecki. W latach 60. przeniosła się do USA, gdzie odniosła sukces. Gdy wróciła do Zagrzebia - komunistyczny przywódca Chorwacji Tito zaproponował jej, aby została dyrektorem macedońskiej firmy Teteks. Ponieważ odmówiła, została uznana za wroga. Dlatego musiała wyjechać z kraju. Nie przeszkodziło to jednak, aby w późniejszych latach szyła kreacje dla żony przywódcy kraju - pierwszej damy Jovanki Broz. Wróciła do kraju w 1964 roku i do przejścia na emeryturę w 1985 roku, ponownie zaczęła prowadzić własny Salon mody w Zagrzebiu, organizując pokazy na całym świecie.

### Życie prywatne
W 1949 roku wyszła za mąż za dentystę Ericha Jelinka. Miała z nim dwójkę dzieci: syna Ivicę i córkę Dianę. Małżeństwem pozostali do 1961 roku.
Drugim jej mężem był szwajcarski prawnik Franko Lütyme, za którego wyszła, aby otrzymać szwajcarskie obywatelstwo. Trzecim Vlado Majder, a czwartym Milorad Ronkulin. 
Zmarła w styczniu 2016 roku i została pochowana na Cmentarzu Mirogoj w Zagrzebiu. 

## Publikacje
W latach 1995–2015 publikowała artykuły w piśmie Gloria. 
Napisała też kilka książek:
- Sekret dobrze ubranej kobiety (1961),
- Urok mody (1971),
- leksykon terminów tekstylnych Sekret mody (1971-1995),
- autobiografia Žuži – Život Žuži Jelinek (2014)[2].